# Rauch
|  |  |
|  |  |

|  |  |  |  |  |
|  |  |  |  |  |

|  |  |
|  |  |

|  |  |  |  |  |
|  |  |  |  |  |
|  |  |  |  |  |

Rauch oder Qualm ist ein meist durch Verbrennung entstehendes Aerosol in feinstverteilter (oft kolloidaler) Form aus Staubpartikeln (Glanzruß, Flugasche, Unverbranntes) und Flüssigkeitströpfchen (Wasser, Öldämpfe, Säuredämpfe, flüssige Verbrennungsrückstände) in Abgas. Im engeren Sinn wird mit Rauch ein Gemisch aus einer festen in einer gasförmigen Phase (Rauchgas) bezeichnet.

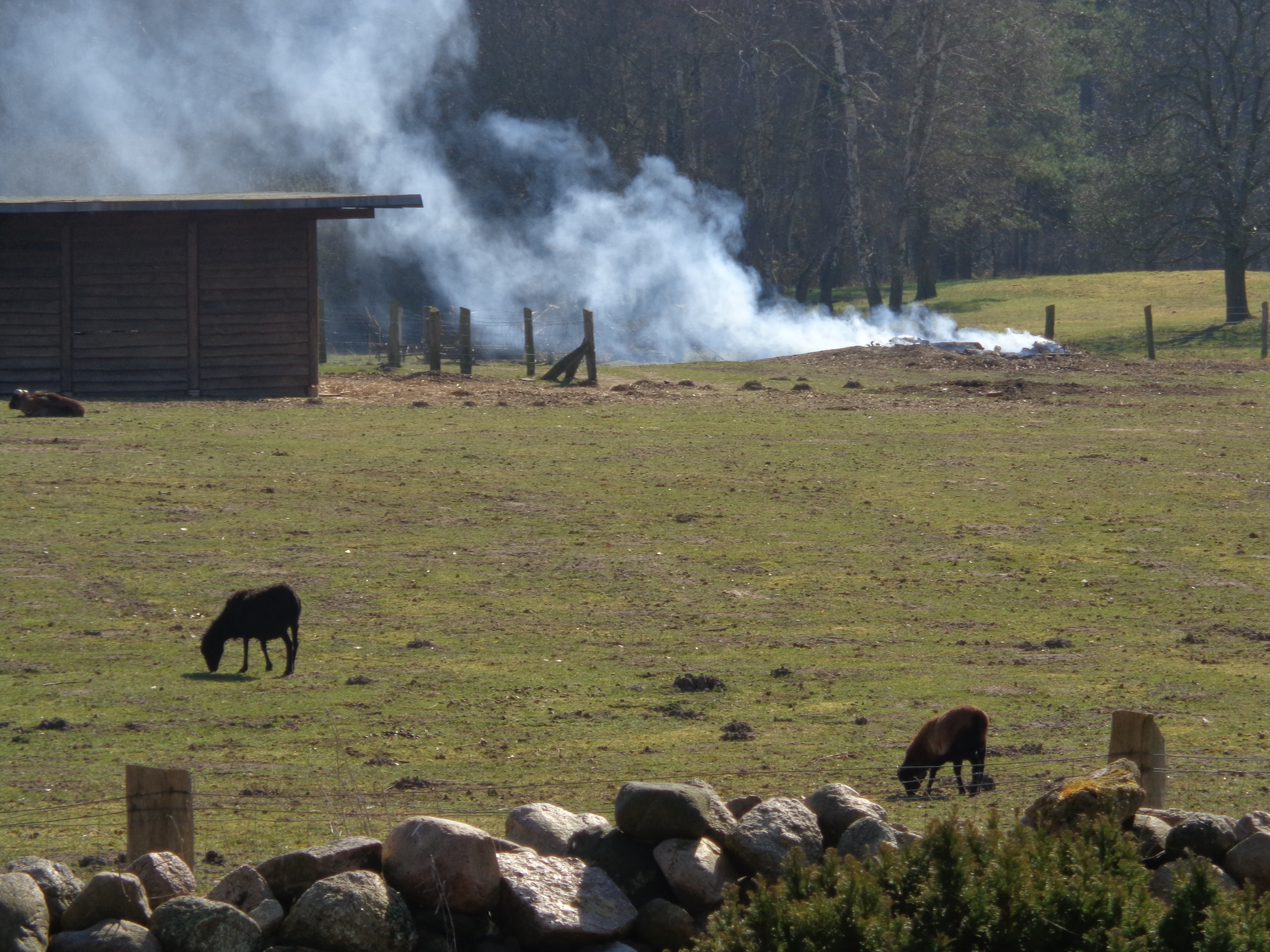
Rauch

## Etymologie
Das altgermanische Wort mhd. rouch, ahd. rouh gehört zu dem starken Verb riechen, ahd. riohhan, das keine außergermanischen Entsprechungen hat. Die englische Entsprechung smoke gehört wie auch Schmauch zu der idg. Wurzel smeu-g[h]- „rauchen“.

## Bedeutung
Rauch ist in der Regel ein Schadstoff für Mensch und Umwelt. Im Gegensatz zu einem unkontrollierten Feuer (Brand) findet kontrollierte Verbrennung normalerweise in geschlossenen Behältern (wie Maschinen, Öfen und Lampen) statt und die Rauchgase werden durch eine entsprechende Öffnung (Auspuff, Schornstein, Saugzug) kontrolliert abgeleitet. Bei industriellen Anlagen wird das Rauchgas zuvor gereinigt, um den Anteil an Schadstoffen zu verringern.

## Herkunft

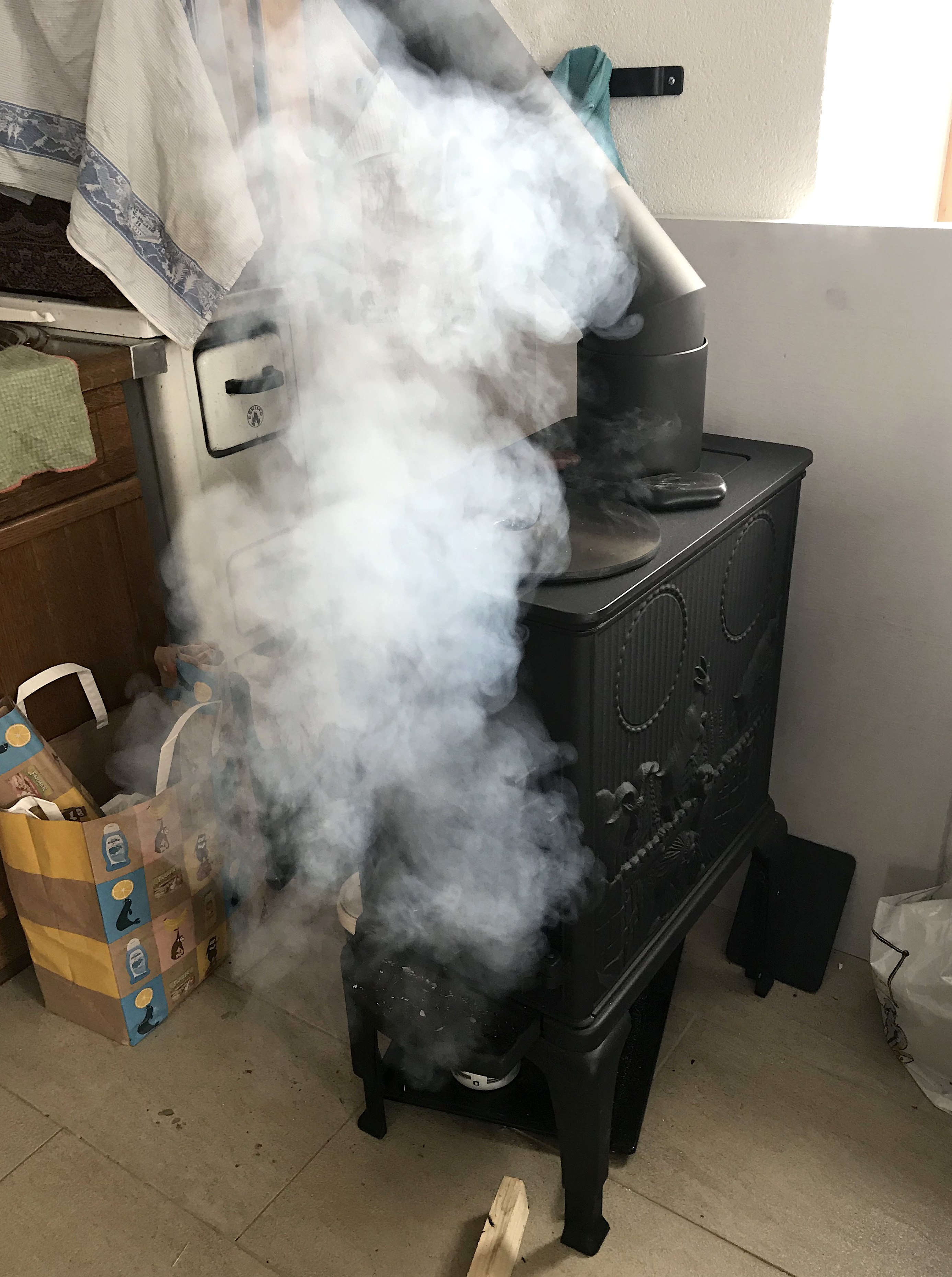
Rauchaustritt aus einem Holzofen wegen Überdrucks

Neben der Entstehung bei offenen Feuern und Bränden stammt ein großer Teil der Rauchgase aus häuslichen Feuerstätten wie Öfen und Heizkesseln, die mit Festbrennstoffen wie Holz, Holzpellets oder Kohle sowie mit Heizöl betrieben werden.
Diese Rauchgase enthalten überwiegend Festkörperpartikel in Form von Flugasche, Feinstaub, Ruß und die Gase Wasserdampf, Stickstoff, Kohlendioxid, Schwefeldioxid, Stickstoffoxid, sowie bei einer unvollständigen Verbrennung auch Kohlenmonoxid oder Wasserstoff.
Rauchgase aus Kraftwerken, Hochöfen, Stahlwerken und anderen Großfeuerungsanlagen werden durch Rauchgasreinigung von Feststoffen sowie teilweise von Schwefeldioxid (Rauchgasentschwefelung), Stickstoffoxid und Chlorwasserstoff befreit. Früher wurden sie durch hohe Schornsteine großflächig verteilt, um nicht die nähere Umgebung übermäßig zu belasten.
Rauchgase aus Kraftfahrzeugen werden meist als Abgase bezeichnet.

## Anwendungsgebiete und Nutzen
Ungeachtet der Gesundheits- und Umweltgefahren gibt es viele Möglichkeiten der Nutzung von Rauch, insbesondere bei kontrolliertem und dosiertem Einsatz.

### Handwerkliche und technische Anwendungen
- Räuchern zum Haltbarmachen und zur Aromatisierung von Lebensmitteln
- Rauch als Indikator beim Feuermachen mit Holz und beim Braten und Grillen
- Rauch zeigt einen Brand oder Brandgefahr an (auch bei der Selbstentzündung von organischem Material)
- Beruhigung der Bienen in der Imkerei, siehe Smoker (Imkerei) und Imkerpfeife
- Ausräuchern als traditionelles Mittel gegen Ungeziefer oder Schädlinge,[5] z. B. zum Vertreiben von Wühlmäusen[6]
- Ausräuchern von Tierbauen als traditionelle Jagdmethode,[7] z. B. bei der Jagd auf Dachse oder Füchse (wird in Europa heute kaum noch angewendet)[8]
- Einsatz von Rauch als Waffe, siehe Rauchgranate, sowie zur Tarnung
- Einsatz von Rauch bei der Feuerwehrausbildung (oft durch Nebelmaschine produziert)
- Rauchsonden zur Visualisierung von Strömungen

### Genuss und Kultur
- Inhalation von Cannabisrauch beim Kiffen oder Tabakrauch beim Rauchen
- Zeremonielles Räuchern mit Räucherwerk, Räucherstäbchen, Weihrauch
- Rauch als Effekt im Theater oder im Film, siehe Rauchpulver

### Kommunikation
- Rauchzeichen
- Weißer und schwarzer Rauch bei einer Papstwahl
- Kommunikation in der Natur: Im Rauch von brennenden Pflanzen können chemische Substanzen (Karrikine) enthalten sein, die dazu beitragen, dass die Keimruhe von im Boden liegenden Samen gebrochen wird.

## Gefahren des Rauchs

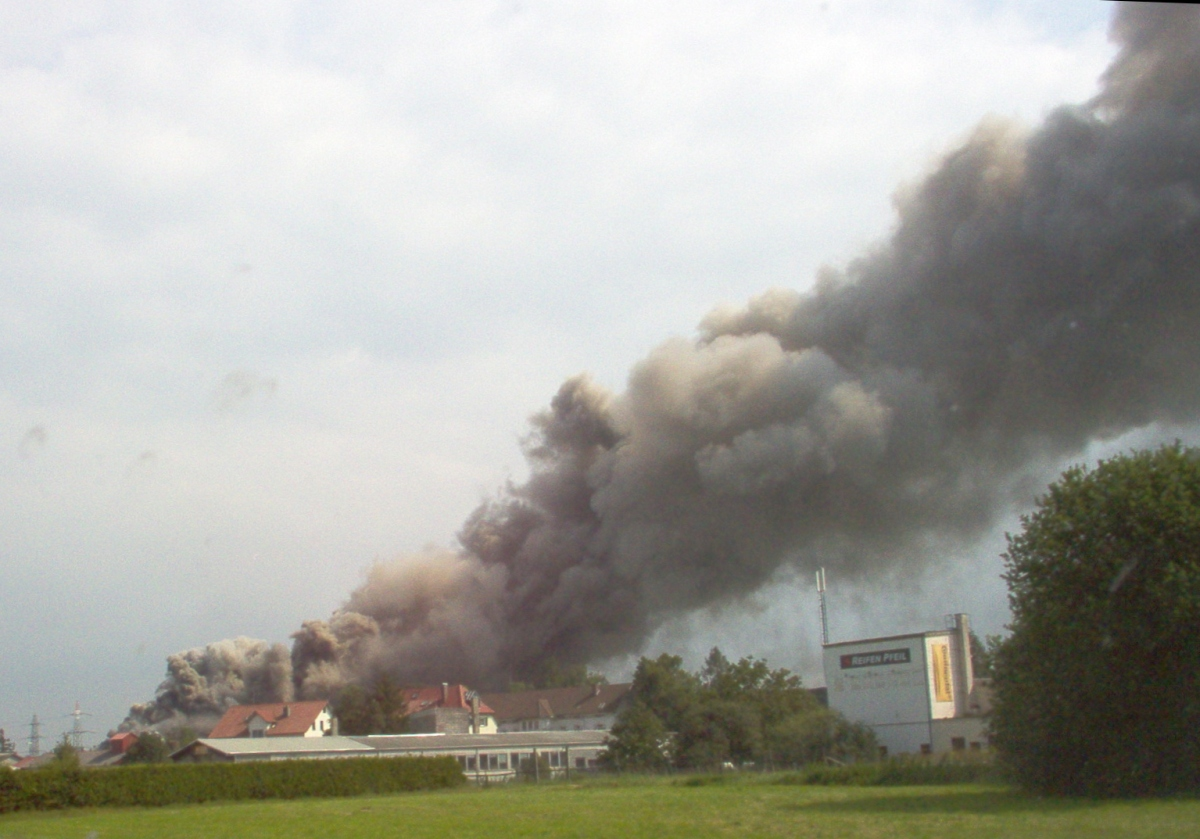
Rauchwolke beim Brand einer Schrotthalde

Die Rauchvergiftung ist eine verbreitete Todesursache bei Wohnungsbränden. Dabei tritt der Tod meist ein durch eine Kombination thermischer Verletzungen mit Erstickung und Lungenreizung.
Die meisten Brandopfer (in Deutschland 70 %) verunglücken nachts, da tagsüber ein Feuer meist schnell entdeckt und gelöscht werden kann. Nachts dagegen schläft auch der Geruchssinn, so dass die Opfer im Schlaf überrascht werden, ohne die gefährlichen Brandgase zu bemerken. Deshalb fallen fast alle Brandtoten nicht den Flammen, sondern den giftigen Rauchgasen zum Opfer, die während der Schwelbrandphase entstehen. In Deutschland sterben 95 % der Brandtoten an den Folgen einer Rauchvergiftung durch die geruchlosen Gase Kohlenstoffmonoxid und Kohlenstoffdioxid – schon wenige Lungenfüllungen Kohlenstoffmonoxid sind tödlich. Rauchwarnmelder können besonders während des Schlafs mögliche Opfer warnen, Fluchthauben schützen bei der Flucht durch verqualmte Bereiche. Rauchabzüge dienen als bauliche Maßnahmen, um Schäden bei Bränden zu mindern.
Beim Ausstoß großer Rauchmengen bei Vulkanausbrüchen kann es in den betroffenen Gebieten zu schwerwiegenden Folgen für lebende Organismen, die Landwirtschaft und – wie beim Ausbruch des Eyjafjallajökull 2010 – für den Luftverkehr kommen.
Ein Anteil von Rauch ist Ruß, siehe dazu auch Dieselruß#Rußbildungsmechanismen.

## Geschichte
Anordnungen unter Pfalzgraf Karl IV. aus dem Jahr 1772 dienten auch der Verhütung eines Brandes im Zusammenhang mit häuslichen Feuerstätten. Nach gleichzeitigen Bauvorschriften durften keine Holzschornsteine mehr errichtet, keine hölzernen Schläuche mehr eingebaut werden, die den Rauch der Feuerstätte zum Kamin zu leiten hatten, wie es auch untersagt wurde, Ofenrohre zum Fenster hinauszuführen.